# Cyrtograpsus
Cyrtograpsus is een geslacht van kreeftachtigen uit de klasse van de Malacostraca (hogere kreeftachtigen).

## Soorten
- Cyrtograpsus affinis Dana, 1851
- Cyrtograpsus altimanus Rathbun, 1914
- Cyrtograpsus angulatus Dana, 1851
- Cyrtograpsus cirripes Smith, 1800